# Less (Unix)
less ist ein Unix-Kommandozeilenprogramm zum seitenweisen Betrachten (Pager) von Textdateien. Dabei wird nur der jeweils betrachtete Teil der Datei in den Speicher geladen, was die Einsicht in Dateien beliebiger Größe ermöglicht, etwa großer Logdateien. less gibt den Dateiinhalt auf die Terminal-Größe zugeschnitten aus, wo er sich mit Tastenkürzeln scrollen und durchsuchen lässt. Unter Verwendung des Shellskript lesspipe.sh, in Debian-Derivaten nur lesspipe, können außer Plaintext auch andere Dateiformate angezeigt werden.

## Syntax
Die Syntax von less gleicht vielen anderen Kommandozeilen-Programmen:
less [-Option] <Dateiname>
Durch Eingabe von less --help in der Kommandozeile lässt sich eine Hilfeseite betrachten, in der auch die verfügbaren Aufrufoptionen aufgelistet sind. Während less eine Datei anzeigt, ist die Hilfe mit dem Tastenkürzel H erreichbar.

## Geschichte
In den frühen 1980er Jahren waren die mit den Betriebssystemen mitgelieferten Werkzeuge dem "less"-Autor Mark Nudelman zu unkomfortabel. Zum Betrachten von Logdateien war der Texteditor vi nicht in der Lage, da er die riesigen Dateigrößen nicht verwalten konnte. Das Problem, welches der Autor in dem damals von ihm benutzten Systemwerkzeug more sah, war, dass die Logdateien nur vorwärts betrachtet werden konnten, die für Fehlermeldungen verantwortlichen Einträge in den Logs jedoch vor den Fehlermeldungen standen. Zurückblättern war mit more aber nicht möglich.
Nudelman und seine Kollegen beklagten sich oft über dieses Problem, dass rückwärts mehr (englisch backwards more) gesucht werden müsste, also das Gegenteil von more (deutsch mehr), englisch less (deutsch weniger). Dieses Wortspiel, dessen genauer Urheber aus dem Kollegenkreis unbekannt ist, wurde zum Namen des anschließend entwickelten und 1983 fertiggestellten Werkzeuges. Nach betriebsinterner Benutzung und Weiterentwicklung der Software entschied der Autor, dass less nützlich genug sei, um es zu veröffentlichen. So stellte er im Mai 1985 die erste Version von less im Usenet, in der damaligen Newsgroup net.sources, unter einer freien Lizenz zur Verfügung.
Less verwendet in seinen Versionsnummern keine Unterversionen oder Ähnliches. Bei jeder neuen Freigabe wird die Version einfach weitergezählt. So ist Version 409 die 409. Version von less.